# Les Témoins d'Outre-mer
Les Témoins d’Outre-mer est une émission de télévision française diffusée sur France Ô depuis le 19 février 2016 à 2020, puis sur France 3 du 2 septembre 2019 au 2 juillet 2021 et présentée par Nella Bipat, du lundi au vendredi. L'émission est produite par Eden TV.

## Principe
Les témoins d'outre-mer décrypte l'actualité nationale et internationale à travers le prisme de l'outre-mer. Elle donne la parole aux citoyens grâce à une plateforme numérique et à une application mobile dédiées, et propose aussi aux invités présents en plateau de débattre et surtout de réagir à ces contributions venues des territoires d’Outre-mer.
L'émission est découpée en trois parties : la première présente un débat lié à l’actualité, la deuxième, une revue de presse du monde et la troisième traite des questions de société avec un thème par jour: vie quotidienne et éducation ; nature et découvertes ; santé et alimentation. La troisième partie du lundi est consacrée à un invité,.

## Diffusion
Le programme est diffusé sur France 3 du lundi au vendredi de 8h40 à 9h05 et rediffusé en journée sur France Ô et les chaînes Outre-Mer La Première.
À son lancement l'émission, d'une durée de 10 minutes, était diffusée à 8 h sur France Ô. En plateau, un invité, expert dans un domaine, réagissait aux contributions des téléspectateurs ultramarins envoyées en vidéo. Depuis le 6 février 2017, l'émission est rallongée, dure 52 minutes et était diffusée en access prime-time.
Le 18 mai 2019, en prévision de l'arrêt de France Ô pour 2020 et dans le cadre du pacte de visibilité des Outre-Mer sur les chaînes nationales de France Télévisions, Takis Candilis annonce l'arrivée de l'émission sur France 3.
Depuis le 2 septembre 2019, l'émission bascule sur France 3 à 8h40 du lundi au vendredi et est raccourcie à 26 minutes. C'est l'occasion d'un changement de présentatrice, Nella Bipat, journaliste du réseau Outre-Mer de France Télévisions, reprend les rênes de l'émission en compagnie de chroniqueurs différents chaque jour.
Après une dernière diffusion le 2 juillet 2021, l'émission est remplacé dans la grille des programmes de France 3 par Outremer.le mag, du lundi au vendredi à 10h55 avec Laurence Roustandjee et Brice Laurent Dubois à la présentation,.

## Identité visuelle

### Logos

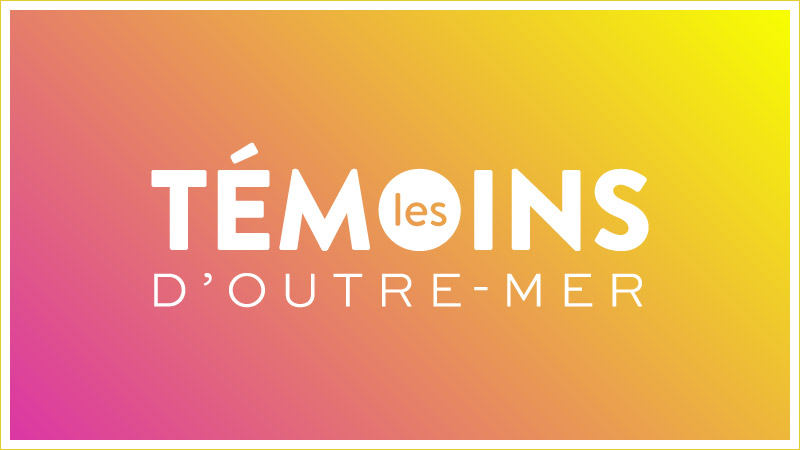
Logo actuel de les Témoins d'Outre-mer depuis février 2017.

## Invités
Pour répondre aux questions des téléspectateurs - les témoins d'outre-mer - l'émission s'appuie souvent sur la présence d'invités récurrents sur des thèmes donnés. Voici la liste de quelques-uns d'entre eux : 
- Kelly Rangama, chef de cuisine
- Joanne Dominique, diététicienne
- Joanes Louis, avocat et vice-Président du CRAN
- Jean-Sébastien Ferjou, directeur de la publication d’Atlantico.fr
- Jean-Philippe Louis, journaliste Les Échos
- William Kromwell, journaliste politique à France Ô
- Alexandre Juster, ethnologue, spécialiste de la Polynésie française
- Marie-Antoinette Séjean, nutritionniste
- Serge Tisseron,psychiatre et docteur en psychologie
- Kelly Massol, chef d’entreprise
- François Durpaire, historien
- Célia Cléry, journaliste
- Romain Troublé,directeur de TARA Expédition
- Béatrice Fabignon, chef de cuisine
- François Sarano, océanographe
- Raphäl Yem
- Christine Kelly
- Daniel Picouly, journaliste et écrivain

### Invités du lundi
| Numéro | Date de diffusion     | Invité(e)                  |
| ------ | --------------------- | -------------------------- |
| 1      | Lundi 6 février 2017  | Bixente Lizarazu           |
| 5      | Lundi 13 février 2017 | Laura Flessel              |
| 9      | Lundi 20 février 2017 | Edouard Montoute           |
| 13     | Lundi 27 février 2017 | Philippe Lavil             |
| 17     | Lundi 6 mars 2017     | Yann Queffélec             |
| 21     | Lundi 13 mars 2017    | Roland Brival              |
| 25     | Lundi 20 mars 2017    | Jean-Claude Barny          |
| 29     | Lundi 27 mars 2017    | Danyèl Waro , Zanmari Baré |
| 33     | Lundi 3 avril 2017    | Stéfi Celma                |
| 37     | Lundi 10 avril 2017   | Chassol                    |
| 41     | Mardi 9 mai 2017      | Maë                        |
| 45     | Lundi 15 mai 2017     | Sébastien Folin            |
| 49     | Lundi 22 mai 2017     | Denis Maréchal             |
| 53     | Lundi 29 mai 2017     | Gilles Saint-Louis         |
| 57     | Mardi 6 juin 2017     | Fabrice di Falco           |
| 60     | Lundi 12 juin 2017    | Titouan Lamazou            |
| 64     | Lundi 19 juin 2017    | Bertrand Dicale            |
| 65     | Mardi 20 juin 2017    | Alicia Aylies              |
| 66     | Mercredi 21 juin 2017 | Lilian Thuram              |
| 68     | Lundi 26 juin 2017    | Jean-Alexandre Ouaratta    |